# Muzeul din Cizer

Muzeul satului Cizer într-o valoroasă casă cu paie din secolul 18. Casa se află în stare de ruinare, 2008

Portalul interior frumos cioplit, 2008

Peretele de apus, îmbinări, 2008

Muzeul din Cizer, județul Sălaj, se află într-o casă din secolul al 18-lea, acoperită cu paie, salvată în anii 1980 în scopul de a găzdui o colecție de exponate locale. Piesele de muzeu sunt expuse într-o încăpere a școlii din localitate. Valoarea arhitecturală a casei constă în aceea că este una din puținele care au rămas în picioare din secolul 18 în satele Sălajului. Dimensiunile ei neobișnuit de mari și grija cu care au fost tratate unele detalii îi sporesc valoarea artistică, într-o zonă în care au fost ridicate mai mult căsuțe mărunte de iobagi. Tradiția care reține funcția ei de casă de rugăciune, în vremuri de strâmtoare pentru comunitatea locală, nu face decât să ridice și mai mult valoarea istorică și socială deosebită a acestei case, care precede astfel biserica de lemn ridicată de Horea în Cizer la 1773. Casa se află pe noua listă a monumentelor istorice sub codul LMI 2004  SJ-II-m-B-05041.

## Istoric
Casa de lemn acoperită cu paie a muzeului local este datată de tradiție din secolul 18. Tradiția orală susține că în această casă s-a ținut slujbă în timpul ridicării bisericii de lemn la 1773. Ultimul ei locuitor a fost Lupuț Ioan a Giurchii Floroaie din Cizer. Ea a fost mutată și salvată în spatele școlii noi în 1987. O vreme a stat neîngrijită, degradându-se în bătaia ploilor, dar a fost din nou salvată în urma unei restaurări în 2017. Casa a fost declarată monument istoric în anul 2004, pusă deci sub protecția legii.

## Trăsături
Casa are o valoare arhitecturală deosebită, datorită vechimii, amplorii construcției, motivelor decorative din portalul ușii interioare, din cadrele ferestrelor, și din stâlpii târnațului. Valoarea ei derivă și din faptul că este una dintre ultimele case cu paie rămase martor, fiind reprezentativă pentru familiile mai înstărite de iobagi de pe cuprinsul regiunii Meseșului și a Transilvaniei de nord.
Casa este ridicată din bârne rotunde de stejar, încheiate la colțuri cu cheotori simple, scobite semirotund și cu capete lungi de încheiere ieșind afară din pereți. O parte din bârne sunt dăltuite cu barda, într-o tehnică mixtă de lemn parțial lăsat rotund și parțial fățuit. Izolarea se face printr-un strat de lut aplicat pe pereți atât în interior cât și în exterior. Încăperile sunt podite iar pe jos sunt unse cu pământ.
Planul casei este compus dintr-o încăpere de locuit, o tindă și un târnaț de-a lungul lor, deschis spre miazăzi. Construcția se remarcă prin dimensiunile mari, 8,92 m lungime și 6,16 m lățime, din care numai casa de locuit formează un dreptunghi de 6,35 m lungime x 5,26 m lățime.
Acoperișul este deosebit de înalt și greu, învelit cu paie într-o tehnică specifică zonei. Ca mai peste tot la casele apăsate sub acoperișuri grele de paie, nu lipsește nici aici meștergrinda, ce leagă butea de-a lungul ei, pe sub grinzile podului. Cum greutatea acoperișului joacă un rol însemnat în construcția butei, adică a structurii de lemne culcate și închetorate, golurile casei sunt făcute în așa fel încât încălecarea pieselor lor verticale să nu împiedice presarea egală a lemnelor din pereți. Din acest motiv șoșii ușilor, cadrele frumoaselor ferestre și stâlpii intră cu cozile lor atât în lemnele de desubtul lor cât și în cele de deasupra lor.
Aparatul de încălzit apare astăzi spălat de apele pătrunse prin acoperiș. Pe locul cuptorului se pot distinge încă dimensiunile lui mari, 2,55 x 2,25 m, golul de străpungere al hornețului spre tindă și ici colo câte o văiugă desprinsă din platforma vetrei. În tindă se păstrează "boboroanca", o structură de bârne cu rolul de a proteja acoperișul de paie împotriva scânteilor din foc. Aceasta a fost folosită odată cu succes și ca afumătoare.

## Distrugere
Pe 25 iunie 2025 în cadrul muzeului a izbucnit un incendiu ce a provocat distrugerea tuturor clădirilor și avarierea școlii generale din localitate.

## Note

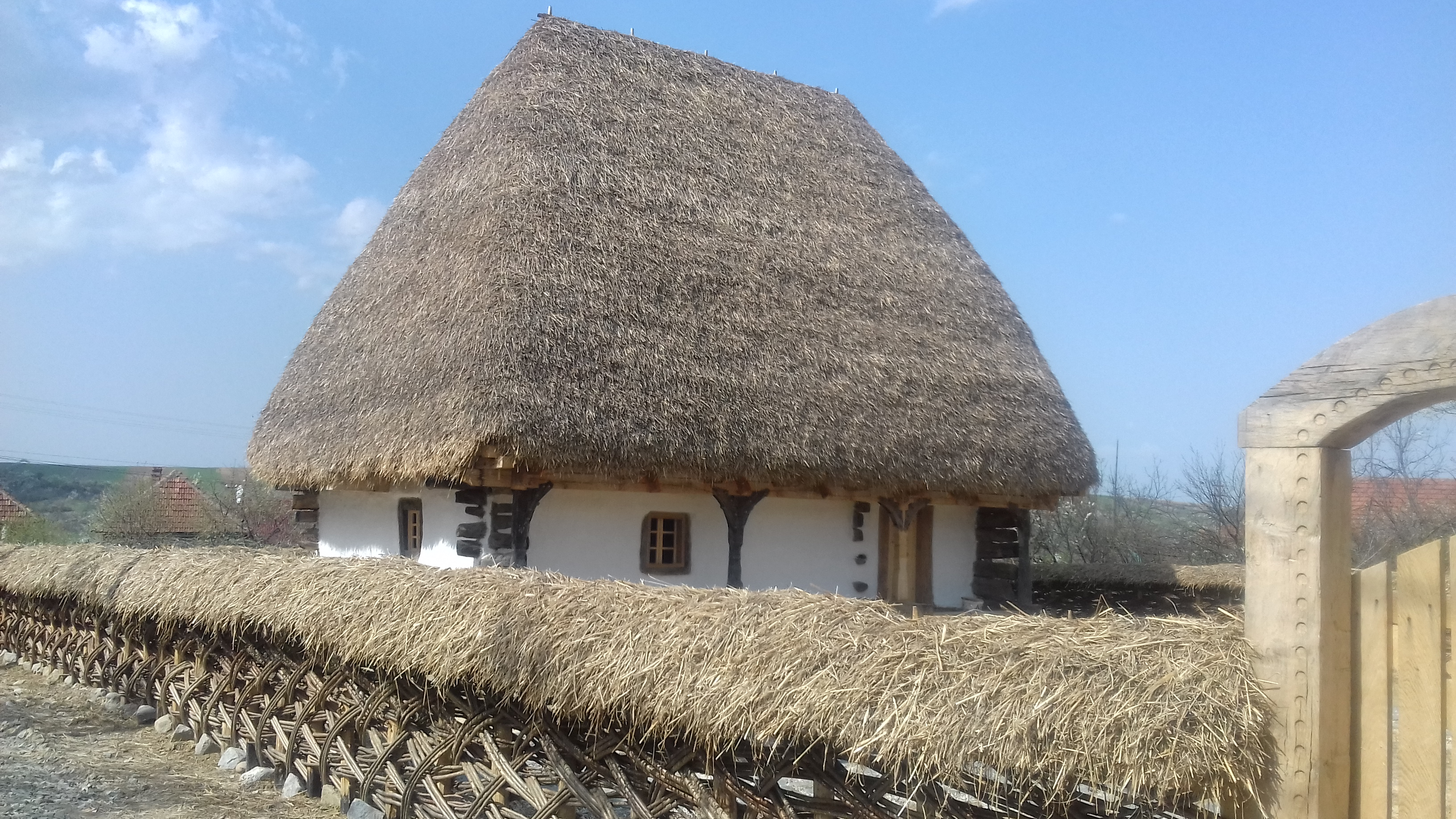
Casa Lupuț (după restaurare)

## Imagini de arhivă

Imagine din situl vechi
În cursul amenajării, 1988

## Imagini

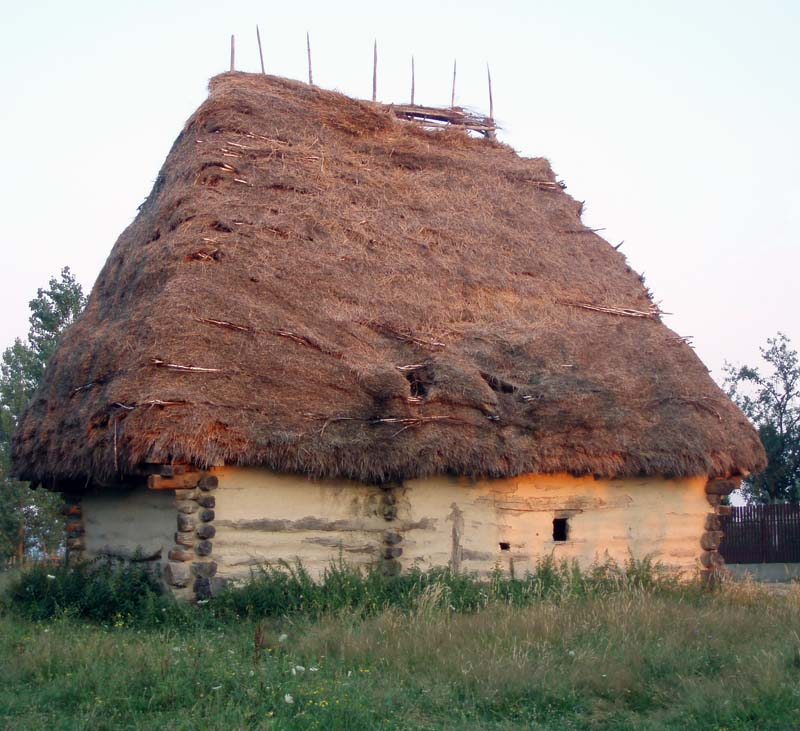
Dosul casei, 2007
Podul și acoperișul cu paie, 2008
"Boboroanca" din tindă, 2008
Tinda, 2008
Interiorul casei, 2007
Cadrul sculptat al ferestrei dinspre apus, 2008
Stâlp, 2008
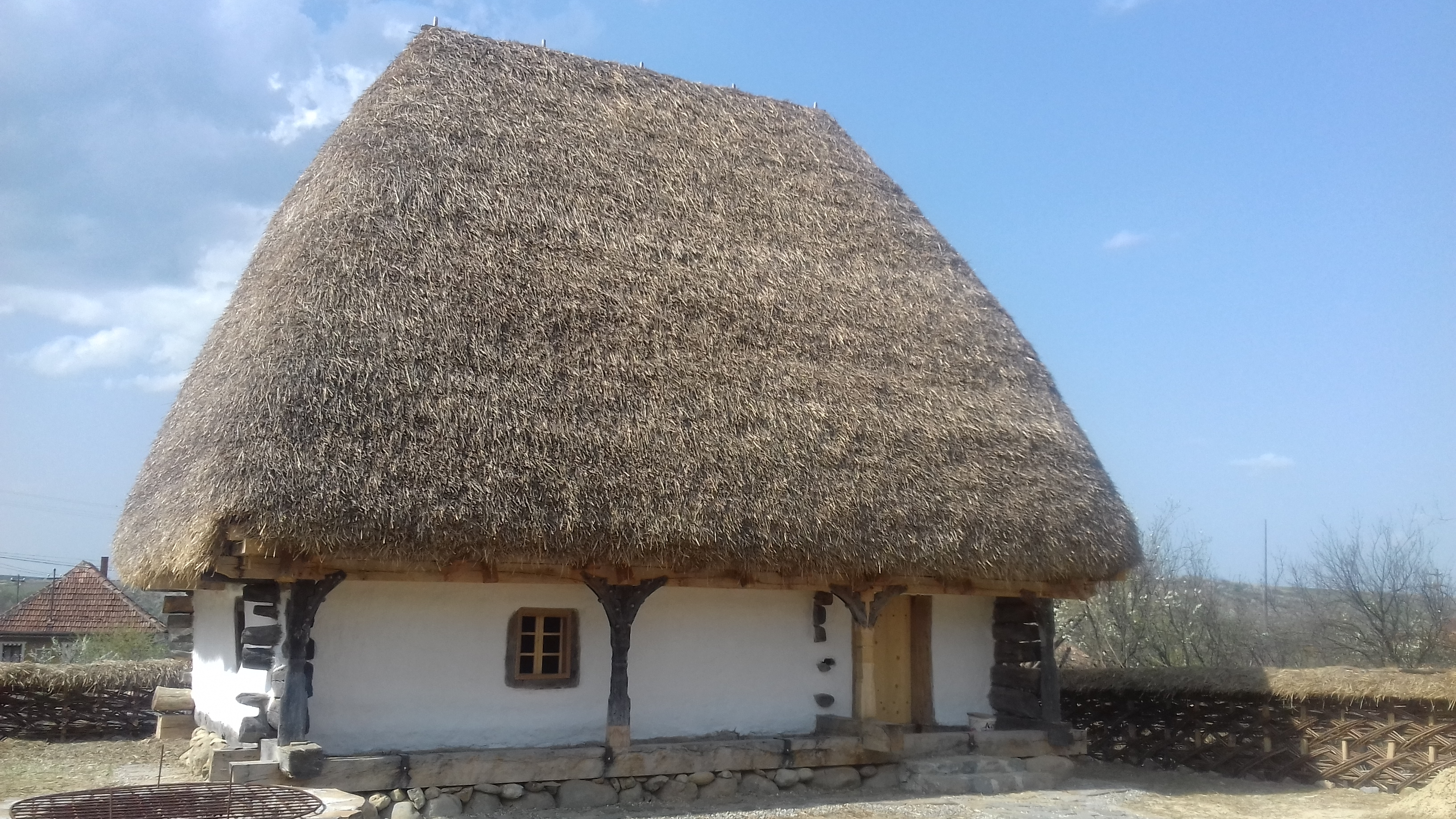
Imagine 2018